# Station Pewsey
Pewsey is een spoorwegstation van National Rail in Kennet in Engeland. Het station is eigendom van Network Rail en wordt beheerd door Great Western Railway. 